# Pirazofurina
La β-D-Pirazofurina es un antibiótico aislado de Streptomyces candidus. Entre los antibióticos muestra una estructura muy particular de pirazol. Muestra actividad tanto antibiótica como antineoplástica. [α]25D = -49.6  (c, 0.80 en agua). Tiene efectos adversos tales como problemas gastrointestinales y efectos sobre la piel cuando se utiliza terapéuticamente. 

## Propiedades ópticas
UV: [ácido]λmax232 (ε7400) ;263 (ε6200) ( EtOH/HCl) [base]λmax235 (ε5100) ;307 (ε5100) ( EtOH/NaOH) [neutral]λmax232 (ε6200) ;263 (ε6210) ( pH 7 H2O) [neutro]λmax226 (ε7600) ;267 (ε6000) ( MeOH) [neutral]λmax232 (ε7400) ;263 (ε6200) ( EtOH) [básico]λmax235 (ε5100) ;307 (ε5100) ( EtOH-NaOH) [ácido]λmax232 (ε7000) ;263 (ε6000) ( EtOH-HCl) [neutro]λmax263 (ε6200) (pH 7 buffer) [base]λmax307 (ε8100) (pH 12 buffer)

## Derivados
La α-D-Pirazofurina (Pirazomicina B) es el anómero de la forma β, también fue aislada de S. candidus.  CAS: 41855-21-4; PF = 69  -  70 °C. Es soluble en agua y metanol. UV: [ácido]λmax232 (ε7400) ;263 (ε6200) ( EtOH/HCl) [base]λmax235 (ε5100) ;307 (ε5100) ( EtOH/NaOH) [neutro]λmax232 (ε6200) ;263 (ε6210) ( pH 7 H2O) [neutral]λmax225 (ε8000) ;276 (ε6700) ( EtOH)